# Genocídio indígena no Brasil
O processo que tem sido descrito como o genocídio dos povos indígenas no Brasil teve início com a colonização portuguesa das Américas, quando da implementação do cultivo da cana-de-açúcar na costa brasileira. Esse processo ocasionou a redução das populações indígenas no Brasil, por causa do tratamento violento e de doenças por colonos europeus.
Estima-se que dos 2,5 milhões de povos indígenas que viviam na região que hoje compreende o Brasil na época da chegada de Cabral, menos de 10% sobreviveram até os anos 1600. A principal razão para o despovoamento foram doenças como a varíola, que avançaram muito trazidas involuntariamente pelos europeus. O genocídio persiste na era moderna com a contínua destruição de povos indígenas da região amazônica.
Mais de 80 povos indígenas foram destruídos entre 1900 e 1957, e a população indígena em geral diminuiu mais de oitenta por cento, de mais de 1,2 milhão. A Constituição Brasileira de 1988 reconhece o direito dos povos indígenas a seguir seus modos de vida tradicionais e a posse permanente e exclusiva de suas "terras tradicionais", que são demarcadas como Territórios Indígenas. Na prática, no entanto, os povos indígenas do Brasil ainda enfrentam uma série de ameaças externas e desafios à sua existência continuada e herança cultural. O processo de demarcação é lento - muitas vezes envolvendo batalhas jurídicas prolongadas - e a Funai não possui recursos suficientes para garantir a proteção legal em terras indígenas.
Desde os anos 1980, houve um boom na exploração da floresta amazônica para mineração, extração de madeira e pecuária, o que representa uma grave ameaça para a população indígena da região. Os colonos ilegalmente invadindo terras indígenas continuam a destruir o meio ambiente necessário para os modos tradicionais de vida dos povos indígenas, provocam confrontos violentos e disseminam doenças. Povos como os acuntsus e kanoês foram levados à beira da extinção nas últimas três décadas.
Em 13 de novembro de 2012, a Articulação dos Povos Indígenas do Brasil (APIB) submeteu às Nações Unidas um documento de direitos humanos com reclamações sobre novas propostas de leis no Brasil que minariam ainda mais seus direitos se fossem aprovadas. Várias organizações não-governamentais (ONGs) foram formadas devido à contínua perseguição dos povos indígenas no Brasil, e a pressão internacional foi exercida sobre o Estado após a divulgação em 1967 do Relatório Figueiredo, que documentou violações maciças dos direitos humanos. Os abusos foram descritos como genocídio, etnocídio e genocídio cultural. As violências e pressões contrárias aos seus interesses nunca cessaram, e novas denúncias de genocídio foram levadas em 2019 e 2020 ao Tribunal Penal Internacional e ao Supremo Tribunal Federal.

## História
O convívio dos povos indígenas com o restante da sociedade brasileira tem sido problemático desde o Descobrimento, mesmo com seus lados positivos, e não parece que as tensões vão se resolver tão cedo. Para uns o caminho inevitável é a progressiva assimilação à sociedade ocidental, para outros, o isolamento se revela a única maneira de preservar a identidade cultural das tribos, que se dissolve ou perde grande parte de suas características singulares invariavelmente em todos os casos de contato próximo e continuado com a civilização. Entre os extremos, explodem continuamente novos conflitos e disputas que causam mortes e outros tipos de violência, chegando as denúncias a fóruns internacionais como a ONU, a OEA e a OIT, sem que até agora houvesse solução satisfatória.

### Colonização portuguesa

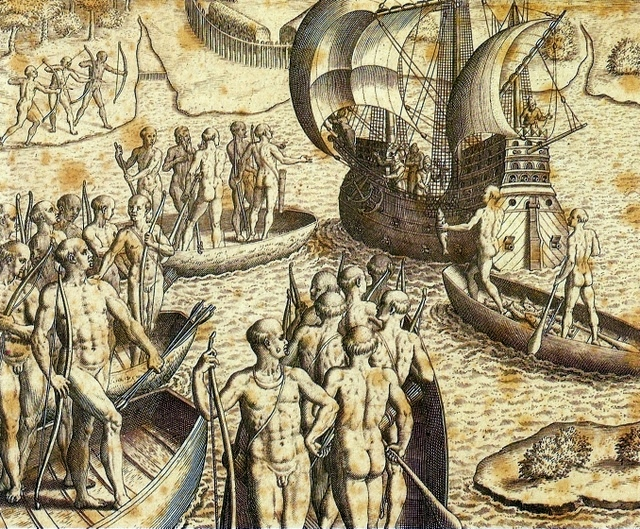
Theodor de Bry: Ataque de portugueses e tupiniquins às aldeias tupinambás, c. 1592

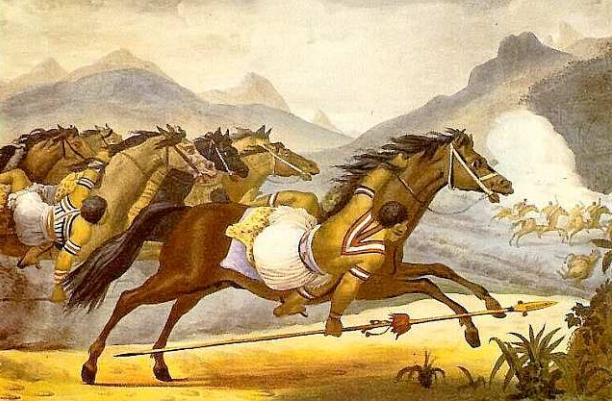
Debret: Carga de cavalaria guaicuru, 1822

Durante a colonização portuguesa das Américas, Cabral desembarcou da costa atlântica. Na década seguinte, os indígenas tupis, tapuias e outras tribos que viviam ao longo da costa sofreram grande despovoamento devido a doenças e violência. Um processo de miscigenação entre colonos portugueses e mulheres indígenas também ocorreu. Estima-se que dos 2,5 milhões de povos indígenas que viviam na região que hoje compreende o Brasil, menos de 10% sobreviveram até os anos 1600. A principal razão para o despovoamento foram doenças como a varíola, que avançaram muito além do movimento dos colonos europeus.
A superioridade militar, administrativa e tecnológica dos portugueses logo se impôs, e até mesmo a sua arte foi usada em seu favor. Entendendo o índio como um ser bruto, quase um animal, que deveria ser domesticado ou derrotado, os portugueses não viam mal no processo colonizador, e de fato muitos acreditavam que a colonização iria salvar o indígena de terríveis erros morais e de sua "pobreza" cultural e material. Mas, na prática, mesmo que a Igreja Católica desde o século XVI tivesse reconhecido neles a condição de seres humanos, o europeu muitas vezes nem acreditava que possuíssem alma ou intelecto, não exigindo a consideração devida aos homens. Na sua lógica não havia justificativa para que os índios não aceitassem o jugo imposto, pois era para seu próprio bem. Os que não o fizessem espontaneamente, então nada os poderia salvar, pois como eram "apenas bestas", "peças" que podiam ser postas em mercado, estavam entregues à cobiça dos bandeirantes e capitães-do-mato caçadores de índios. Esta mentalidade, predominando, autorizou o massacre que se seguiu, numa época em que a conquista de outros mundos e a subjugação a ferro e fogo de outros povos eram coisa normal e tanto fonte de glória e honra como de lucro e poder. Algumas tribos aceitaram facilmente a dominação portuguesa, mas muitas outras resistiram, passando a ser perseguidas e exterminadas em massa, ou acabavam virando escravas.
Porém, nas últimas décadas, as novas produções históricas têm dado visibilidade a uma outra análise da questão indígena. Sem negar a violência com que muitos europeus os trataram, elas têm passado a ver no índio não apenas uma vítima passiva da colonização europeia, mas também um agente que interferiu e teve papel fundamental no processo de construção da sociedade brasileira moderna. Sem a ajuda dos índios, a própria colonização teria sido impraticável. Índios amistosos comercializavam com os colonos portugueses, fornecendo-lhes víveres e produtos naturais valiosos como madeira, condimentos e substâncias medicinais, e contribuíram mesmo para escravizar e exterminar outros índios, participando das entradas e bandeiras, expedições portuguesas que visavam a escravização indígena.

### Início do século XX
Na década de 1940, o Estado e o Serviço de Proteção ao Índio (SPI) deslocaram à força as tribos aicanãs, kanôcs, kwazás e salamáis para trabalhar nas plantações de seringueiras. Durante a viagem muitos dos povos indígenas morreram de fome, os que sobreviveram à viagem foram colocados em um assentamento do SPI chamado Posto Ricardo Franco. Essas ações resultaram na quase extinção da tribo Kanôc. O etnocídio dos Yanomami tem sido bem documentado, estima-se que existam nove mil pessoas atualmente no Brasil na bacia do Alto Orinoco e outras quinze mil na Venezuela. A ONG Survival International informou que durante os anos 80 até 40 mil garimpeiros entraram em território Yanomami trazendo doenças às quais os Yanomami não tinham imunidade, os garimpeiros atiraram e destruíram aldeias inteiras, e a Survival International estima que até 20% das pessoas morreram em dentro de sete anos.

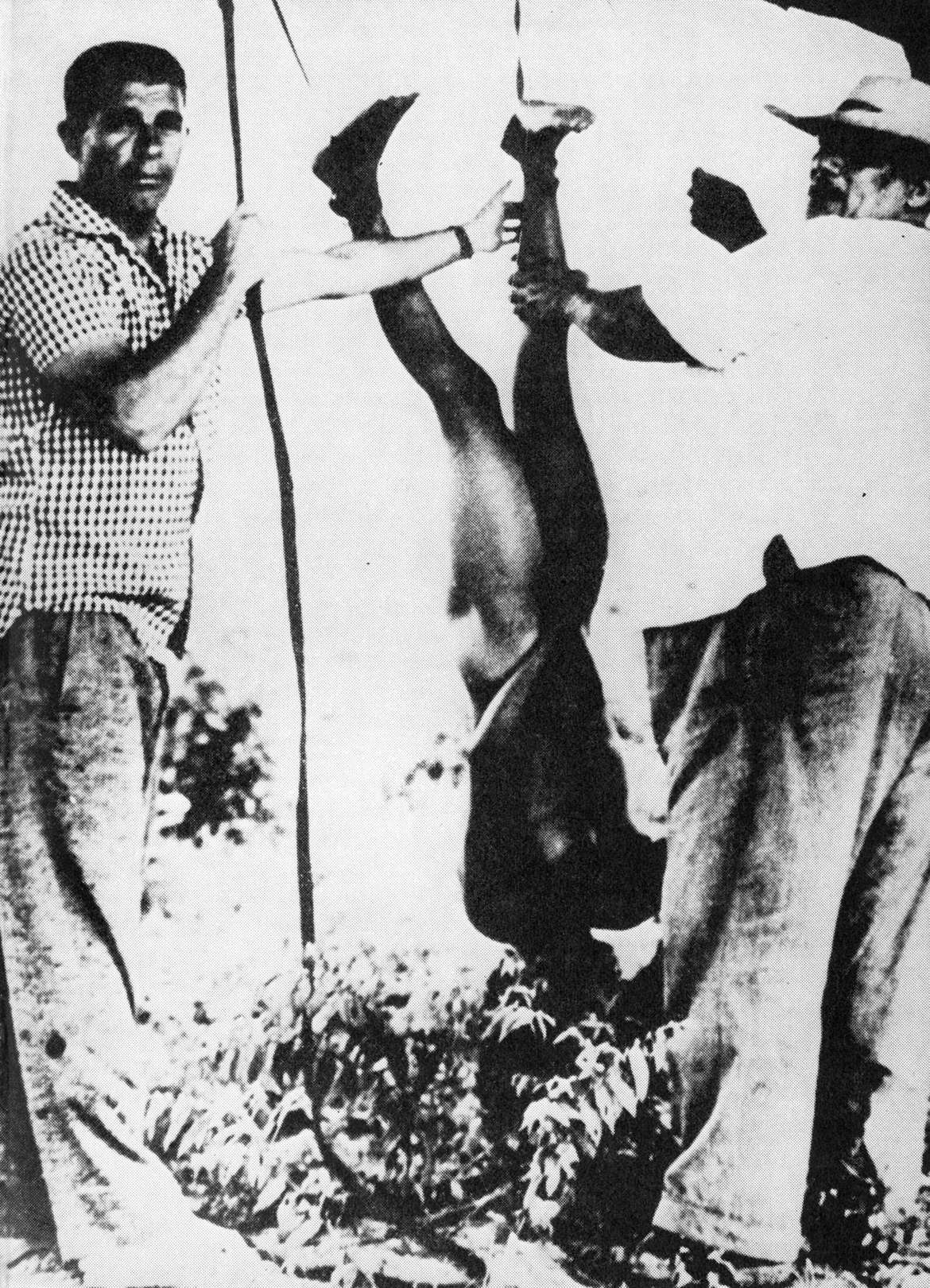
Homens se preparando para cortar ao meio uma mulher da etnia cintas-largas, em um território indígena, na região entre o Mato Grosso e Rondônia, em 1963, episódio conhecido como Massacre do Paralelo 11.

Em 1952, o Brasil ratificou a convenção de genocídio e incorporou em seu artigo II de leis penais da convenção. Enquanto o estatuto estava sendo elaborado, o Brasil argumentou contra a inclusão do genocídio cultural, alegando que alguns grupos minoritários podem usá-lo para se opor à assimilação normal que ocorre em um novo país. De acordo com o professor de direito da Universidade Vanderbilt Larry May, o argumento apresentado pelo Brasil foi significativo, mas o genocídio cultural não deve ser descartado, e esse tipo de genocídio deve ser incluído na definição de genocídio.

### Ditadura militar
Em 1967, o promotor público Jader de Figueiredo Correia submeteu o Relatório Figueiredo à ditadura que então governava o país. O relatório, com sete mil páginas, permaneceu oculto por mais de quarenta anos. Seu lançamento causou um furor internacional. Os documentos redescobertos estão sendo examinados pela Comissão Nacional da Verdade (CNV), encarregada das investigações das violações de direitos humanos ocorridas entre 1947 e 1988. O relatório revela que o SPI escravizou indígenas, torturou crianças e roubou terras. A Comissão da Verdade é da opinião de que tribos inteiras no Maranhão foram completamente erradicadas. O relatório também afirma que os proprietários de terras e membros do SPI entraram em aldeias isoladas e deliberadamente introduziram a varíola. Das cento e trinta e quatro pessoas acusadas no relatório, o estado ainda não julgou nenhuma. O relatório também detalhava casos de assassinatos em massa, estupros e tortura. Figueiredo afirmou que as ações do SPI haviam deixado os povos indígenas próximos da extinção. O estado aboliu o SPI após a divulgação do relatório. A Cruz Vermelha iniciou uma investigação após novas alegações de limpeza étnica terem sido feitas após a substituição do SPI. Segundo Alonso Gurmendi, o relatório da investigação concluiu que os povos indígenas sofrem aculturação, ao mesmo tempo em que escondem o genocídio: "...o CICV ajudou o Brasil a esconder seu próprio genocídio neocolonial de povos indígenas como não sendo genocídio, apesar das conclusões do  Relatório Figueiredo.
A CNV incluiu em seu relatório final um número limitado de 10 etnias indígenas entre as vítimas de graves violações de direitos humanos ocorridas no Brasil durante a ditadura militar. Segundo o relatório, no período investigado ao menos 8 350 indígenas foram mortos em massacres, esbulho de suas terras, remoções forçadas de seus territórios, contágio por doenças infectocontagiosas, prisões, torturas e maus tratos. Muitos sofreram tentativas de extermínio.
No capítulo "Violações de direitos humanos dos povos indígenas" consta que entre os índios mortos estão, em maior número 3 500 indígenas cintas-largas (RO), 2 650 uaimiris-atroaris (AM), 1 180 índios tapayunas (MT), 354 ianomâmis (AM/RR), 192 xetás (PR), 176 panarás (MT), 118 parakanãss (PA), 85 xavantes (MT), 72 arawetés (PA) e mais de 14 araras (PA). O relatório afirma que o número real de indígenas mortos no período pode ser maior.

### Nova República
Em 1992, um grupo que estava procurando ouro foi julgado pela tentativa de genocídio da tribo Yanomami. Um relatório de um antropólogo, apresentado como prova durante o julgamento, afirmou que a entrada dos garimpeiros no território Yanomami teve um efeito adverso em suas vidas, já que os garimpeiros transportavam doenças. Eles também contaminaram os rios que os Yanomami usavam como fonte de alimento. A ONU informou que milhares de Yanomami foram mortos quando o governo brasileiro não cumpriu a lei e que, mesmo depois de o território dos povos Yanomami ter sido demarcado, o Estado não forneceu os recursos necessários para impedir a incursão ilegal de garimpeiros. Esses garimpeiros causaram incêndios florestais maciços que levaram à destruição de extensas áreas tanto de terras agrícolas quanto de floresta tropical.
O Uru-Eu-Wau-Wau, cujo território é protegido por lei desde 1991, viu um influxo de cerca de 800 pessoas em 2007. Os líderes tribais reuniram-se com as autoridades civis e exigiram que os invasores fossem expulsos. Esta tribo, inicialmente contatada em 1981, viu um grave declínio na população após a doença ter sido introduzida por colonos e mineiros. Seus números agora são estimados em algumas centenas.
Os povos indígenas brasileiros continuam sofrendo intensa pressão e ameaças e muitos assassinatos têm sido registrados, geralmente em conflitos pela posse e uso da terra. Para os povos indígenas a posse de suas terras tradicionais é fundamental para a sua sobrevivência não apenas física, mas também social e cultural, pois estão vinculadas a valores, crenças e mitos que fazem parte do cerne da sua sociedade. Para a antropóloga Lucia Helena Rangel, o descaso para com os índios é um problema que vem de longa data e está tão entranhado na sociedade brasileira que, a despeito da Constituição de 1988 assegurar seus direitos, ele são constantemente espoliados e contestados, e "a sociedade parece não querer aceitar, não entende a cultura do outro e apenas atualiza o pensamento colonial hegemônico. [...] O índio é aquele que tem que ceder, sempre. Seja para virar mão de obra ou entregar suas terras".
Em 2017 a Articulação dos Povos Indígenas do Brasil (APIB) identificou 103 medidas executivas e legislativas que prejudicavam diretamente os povos nativos do país. Um relatório de 2019 do Conselho Indigenista Missionário (CIMI) registrou 277 casos de violência contra indígenas, sendo que 113 resultaram em morte. Em 2018 houve 109 casos de invasão de terras indígenas, e em 2019 foram 825 casos. Lideranças e coletivos indígenas, instituições e outros interessados na causa continuam denunciando um genocídio em andamento. Em 2018 o Brasil foi denunciado pelo CIMI na Organização das Nações Unidas por risco de genocídio dos povos indígenas.

#### Governo Jair Bolsonaro

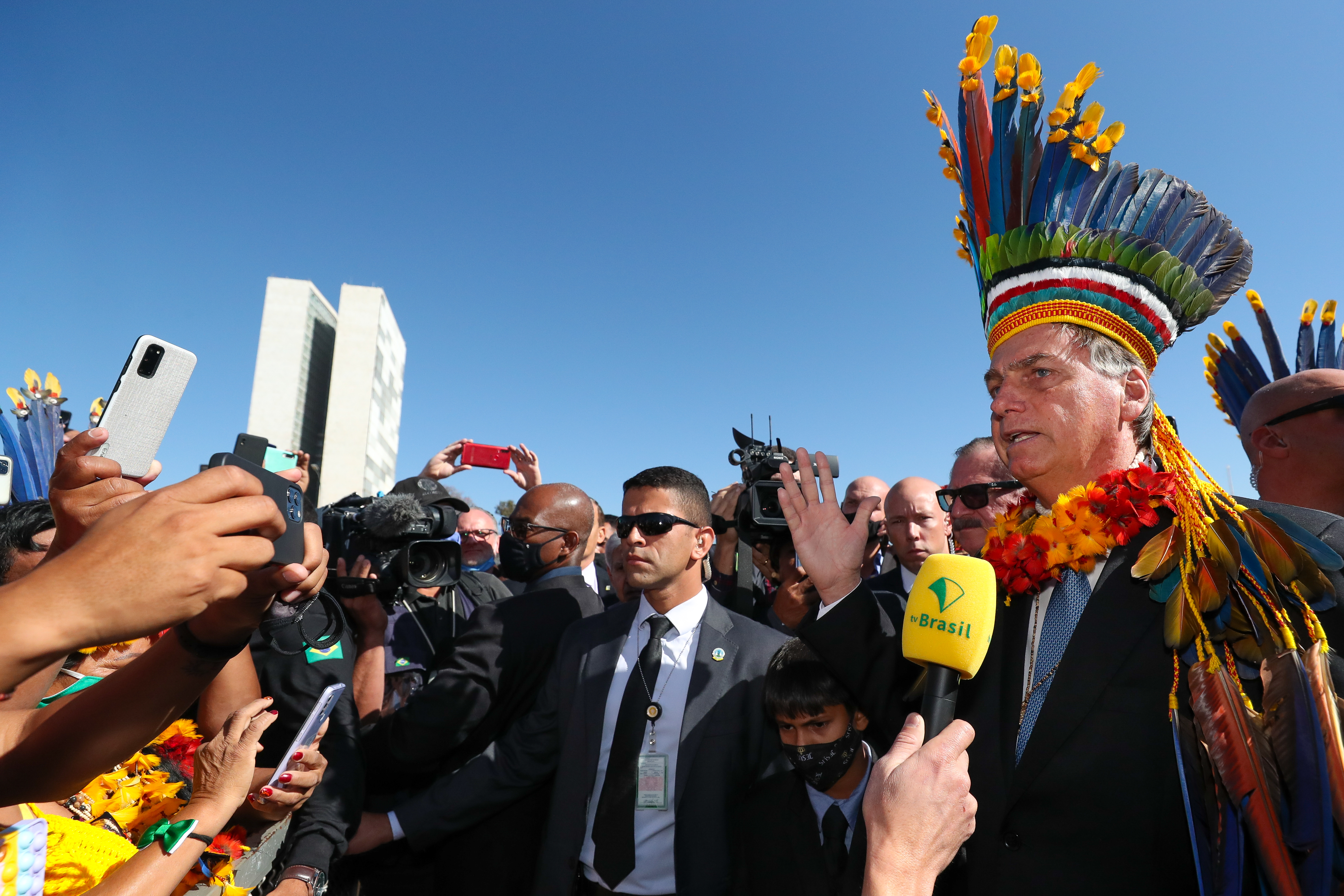
Encontro de Jair Bolsonaro com presidente da Funai em 2021

Desde a ascensão de Jair Bolsonaro à presidência do Brasil, a situação dos povos nativos se agravou devido à sua postura abertamente contrária aos interesses indígenas. Bolsonaro fez várias declarações preconceituosas e ofensivas e implementou medidas que os ameaçam ou prejudicam. Segundo Leonardo Sakamoto, "Jair Bolsonaro tem deixado claro seu incômodo com os direitos das populações indígenas aos seus territórios desde que era apenas deputado federal. Agora, no controle do Poder Executivo, dá início a uma ofensiva contra esses povos que tem tudo para repetir as ações de consequências genocidas levadas a cabo na ditadura militar ao negar-lhes terras, forçar sua aculturação, dificultar acesso a alimentos e permitir a exploração econômica de seus territórios por terceiros, mesmo à revelia". Em novembro de 2019 o Coletivo de Advocacia em Direitos Humanos e a Comissão Arns apresentaram denúncia ao Tribunal Penal Internacional acusando Jair Bolsonaro de "crimes contra a humanidade" e "incitação ao genocídio contra os povos indígenas do Brasil". Em julho de 2020 a APIB apresentou denúncia ao Supremo Tribunal Federal argumentando que existe um racismo institucionalizado e que "está em curso um genocídio". Segundo Fiona Watson, diretora de pesquisas da organização Survival International, "continuamos recebendo dezenas de relatórios de todo o Brasil sobre o que parece ser uma guerra aberta contra as comunidades indígenas". Sydney Possuelo, ex-diretor da Funai e defensor dos direitos indígenas, disse que "a situação dos povos indígenas do Brasil nunca foi boa. Mas, durante 42 anos de trabalho na Amazônia, este é o momento mais perigoso que já vi". David Karai Popygua, porta-voz dos guarani, declarou: "É como se nós, agora, fôssemos um alvo do Governo a ser eliminado".
Crise humanitária de 2023
A crise humanitária ianomâmi ocorreu durante as presidências de Jair Bolsonaro (2019-2023) e de Lula (2023-presente), uma série de mortes em massa, fome, deslocamentos forçados e outras grandes violações dos direitos humanos dos ianomâmis ocorreram na Terra Indígena Yanomami no Brasil. Tais eventos teriam começado ou se agravado a partir de 2019 como consequência da exploração desenfreada de recursos naturais por indivíduos e empresas e negligência do governo e têm sido frequentemente considerados um genocídio contra o povo ianomâmi.

## Reação internacional
Na Cúpula da Terra de 1992 no Brasil, a Declaração de Kari-Oka e a Carta da Terra dos Povos Indígenas foram apresentadas pelos representantes dos povos indígenas de todo o mundo. A Declaração de Kari-Oka afirma "Continuamos a manter nossos direitos como povos, apesar de séculos de privação, assimilação e genocídio". A declaração também afirmou que a Convenção do Genocídio deve ser alterada para incluir o genocídio dos povos indígenas. O Grupo de Trabalho Internacional para Assuntos Indígenas (IWGIA) foi fundado em 1968 em resposta ao genocídio de povos indígenas no Brasil e no Paraguai, e em 1969 a Survival International foi fundada em Londres como uma resposta às atrocidades, roubo de terras e genocídio que ocorrem em a Amazônia brasileira. Em 1972, antropólogos da Universidade de Harvard fundaram a Cultural Survival.
O Banco Mundial tem sido criticado por empréstimos que foram usados para ajudar a financiar o deslocamento de povos indígenas e a destruição ambiental. O projeto Polonoreste causou o desmatamento no atacado, danos ecológicos em larga escala, bem como a realocação forçada de comunidades indígenas. O projeto levou a uma campanha internacional que resultou na suspensão do empréstimo do Banco Mundial.